# Godfried Danneels

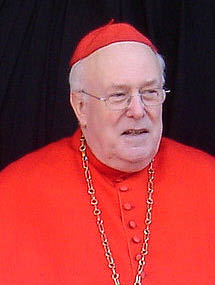
Godfried Kardinal Danneels (2008)

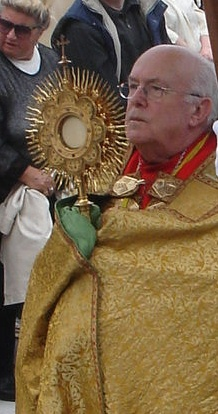
Godfried Danneels

Kardinalswappen

Godfried Maria Jules Kardinal Danneels (* 4. Juni 1933 in Kanegem, heute ein Ortsteil von Tielt, Belgien; † 14. März 2019 in Mecheln) war römisch-katholischer Erzbischof von Mecheln-Brüssel und Kardinal der römisch-katholischen Kirche.

## Leben
Godfried Danneels studierte Philosophie an der Katholischen Universität Leuven und absolvierte von 1951 bis 1954 ein Studium in Neuscholastik. Als Alumne des Päpstlichen Belgischen Kollegs studierte er von 1954 bis 1959 Katholische Theologie an der Päpstlichen Universität Gregoriana in Rom. Am 17. August 1957 empfing er in Brügge durch Emil-Jozef De Smedt, Bischof von Brügge, das Sakrament der Priesterweihe. 1959 wurde er Spiritual am Priesterseminar von Brügge und lehrte Liturgie und Spiritualität. Von 1969 bis 1977 wirkte er als Theologieprofessor an der Katholischen Universität Leuven.
Am 4. November 1977 ernannte ihn Papst Paul VI. zum Bischof von Antwerpen. Die Bischofsweihe empfing er durch den Erzbischof von Mecheln-Brüssel, Léon-Joseph Kardinal Suenens, am 18. Dezember 1977. Mitkonsekratoren waren der Bischof von Brügge, Emil-Jozef De Smedt, der emeritierte Bischof von Antwerpen, Jules-Victor Daem, der Bischof von Tournai, Jean Huard, und der Bischof von Lüttich, Guillaume-Marie van Zuylen. Sein Wahlspruch lautete: Apparuit humanitas Dei nostri.
Zwei Jahre später, am 19. Dezember 1979, übertrug ihm Papst Johannes Paul II. die Leitung des Erzbistums Mecheln-Brüssel und nahm ihn am 2. Februar 1983 als Kardinalpriester mit der Titelkirche Sant’Anastasia in das Kardinalskollegium auf.
Von 1980 bis 2000 war Daneels Vorsitzender der Belgischen Bischofskonferenz und seit dem 15. September 1980 auch Militärbischof für Belgien. Von 1990 bis 1999 war er Präsident der katholischen Friedensbewegung Pax Christi Internationalis.
Danneels und seinem Weihbischof Paul Lanneau wurde in einem Gerichtsverfahren vorgeworfen, er habe seine Aufsichtspflicht gegenüber einem Geistlichen seiner Diözese verletzt, der wegen dutzendfachen Kindesmissbrauchs zu sechs Jahren Haft verurteilt worden war. In erster Instanz wurden Danneels und Lanneau zu je umgerechnet etwa 12.500 Euro Geldbuße verurteilt. Im Oktober 1998 sprach ein Berufungsgericht Danneels vom Vorwurf zivilrechtlicher Verantwortung mit der Begründung frei, dass zwischen einem Bischof und einem Pfarrer kein Abhängigkeitsverhältnis, das eine Verurteilung begründen könne, bestünde.
Godfried Danneels war Teilnehmer am Konklave 2005, in dem Benedikt XVI. gewählt wurde. Schon Mitte der 1990er-Jahre wurde er oft als einer der jüngsten papabili angesehen. Am 18. Januar 2010 nahm Benedikt XVI. Danneels’ aus Altersgründen vorgebrachtes Rücktrittsgesuch vom Amt des Erzbischofs von Mecheln-Brüssel an. Am 27. Februar desselben Jahres trat er auch als Militärbischof zurück. Als einer der ältesten wahlberechtigten Kardinäle nahm er auch am Konklave 2013 teil.
Danneels hatte eine Vorliebe für Kunst und galt als Intellektueller.

## Mitgliedschaften in der römischen Kurie
- Staatssekretariat (zweite Sektion)
- Kongregation für die orientalischen Kirchen
- Kongregation für den Gottesdienst und die Sakramentenordnung
- Kongregation für die Evangelisierung der Völker
- Kongregation für das Katholische Bildungswesen